# ドニャアナ郡 (ニューメキシコ州)
ドニャアナ郡（英: Doña Ana County）は、アメリカ合衆国ニューメキシコ州にある郡。人口は21万9561人（2020年）。郡庁所在地はラスクルーセスで、郡で最大の都市であり、ニューメキシコ州の2番目に大きい都市である。

## 地理
総面積は9,880 km² (3,815 mi²)。陸地面積は9,861 km² (3,807 mi²) で、水面積は19 km² (7 mi²) で全体の0.20%である。郡にははっきりした地理的特徴があり、リオグランデ川の氾濫原であるメシラ・バレー (Mesilla Valley) やオルガン山脈 (Organ Mountains) 他の山脈が特に有名である。郡にはまた、ニューメキシコで4番目に大きい溶岩原のAden Malpaisや、世界最大級のカルデラのひとつであるキルボーン・ホール (Kilbourne Hole) もある。

## 近接する郡
- ルナ郡 (ニューメキシコ州) - 西
- シエラ郡 (ニューメキシコ州) - 北
- オテロ郡 (ニューメキシコ州) - 東
- エルパソ郡 (テキサス州) - 南東
- チワワ州(メキシコ) - 南

## 人口統計
以下は2000年国勢調査における人口統計データである。
| 基礎データ - 人口: 174,682人 - 世帯数: 59,556世帯 - 家族数: 42,939家族 - 人口密度: 18/km² (46/mi²） - 住居数: 65,210軒 - 住居密度: 7/km² (17/mi²) 人種別人口構成 - 白人: 67.82% - アフリカン・アメリカン: 1.56% - ネイティブアメリカン: 1.48% - アジア人: 0.76% - 太平洋諸島系:0.07% - その他の人種: 24.74% - 混血(2人種間以上の): 3.58% - ヒスパニック・ラテン系: 63.35% 世帯と家族（対世帯数） - 全世帯数: 59,556世帯 - 18歳未満の子供がいる:38.40% - 結婚・同居している夫婦: 52.40% - 未婚・離婚・死別女性が世帯主: 14.70% - 非家族世帯: 27.90% - 単身世帯: 21.30% - 65歳以上の老人1人暮らし: 6.90% - 平均構成人数 - 世帯: 2.85人 - 家族: 3.36人 | 年齢別人口構成 - 18歳未満: 29.70% - 18-24歳: 13.30% - 25-44歳: 27.10% - 45-64歳: 19.30% - 65歳以上: 10.60% - 年齢の中央値: 30歳 - 性比（女性100人あたり男性の人口） - 総人口: 96.50人 - 18歳以上: 93.50人 収入と家計 - 収入の中央値 - 世帯: 29,808米ドル - 家族: 33,576米ドル - 性別 - 男性: 27,215米ドル - 女性: 20,883米ドル - 人口1人あたり収入: 13,999米ドル - 貧困線以下 - 対家族: 20.20% - 対人口: 25.40% - 18歳未満: 34.40% - 65歳以上: 12.70% |

## 主な市および町
- ラスクルーセス（郡庁所在地）
- サンランドパーク
- ホワイトサンズ
- Anthony
- Chaparral
- Doña Ana
- Hatch
- Mesilla
- Mesquite
- Radium Springs
- Rincon
- Salem
- Santa Teresa
- University Park
- Vado